# Cesare Cassanelli
Cesare Cassanelli (all'anagrafe Fortunato Cesare Cassanelli) (Gussola, 8 settembre 1898 – Omegna, 23 dicembre 1949) è stato un allenatore di calcio e calciatore italiano, di ruolo centrocampista.

## Carriera

### Giocatore
Dopo un'annata in Promozione con 11 presenze, a partire dalla stagione 1920-1921 disputa 41 gare segnando 3 reti in massima serie con lo Spezia.
Nel 1923 passa alla Cremonese, con cui disputa complessivamente 56 partite in Prima Divisione, diventata nel 1926 Divisione Nazionale.
Dopo un altro anno allo Spezia, milita in seguito nel Russi e nell'Ascoli.

### Allenatore
Terminata la carriera da calciatore, allena lo Spezia in Serie B nella parte finale della stagione 1940-1941 ed in quella iniziale del 1941-1942. Nel campionato di Serie C 1948-1949 è all'Omegna

## Palmarès

### Allenatore

#### Competizioni nazionali
- Serie C: 1

Spezia: 1939-1940